# Le Mémont
Le Mémont é uma comuna francesa na região administrativa da Borgonha-Franco-Condado, no departamento de Doubs. Estende-se por uma área de 3.16 km². Em 2010 a comuna tinha 48 habitantes (densidade: 15,2 hab./km²).